# Jardines de América

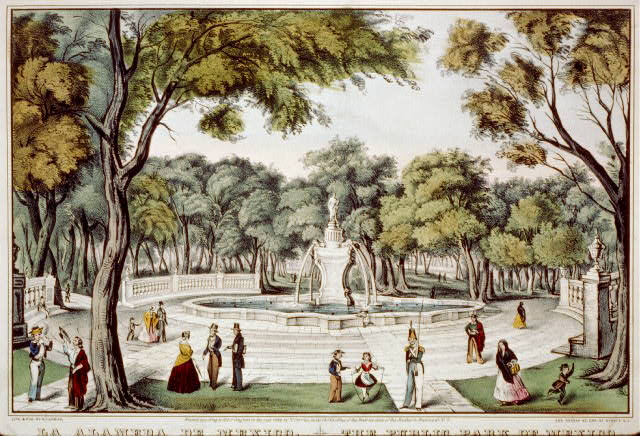
Alameda en Ciudad de México (1848)

Los jardines de América exhiben una profusa variedad de estilos, tanto autóctonos como procedentes de Europa y Asia traídos por los colonizadores, que se han ido adaptando a los diferentes climas y paisajes de este continente.

## Jardines de México
Los jardines aztecas son, prácticamente, desconocidos. Cuando el 8 de noviembre de 1519 los conquistadores españoles llegaron al lugar en el que se encuentra el actual México, descubrieron una ciudad lacustre, una ciudad inmensa con parques, jardines y grandes terrazas cubiertas de flores. En Las novedades de México de Alfonso Reyes, se da una detallada descripción:

«En los jardines de los emperadores aztecas, en los que no existen ni las legumbres ni las frutas útiles, hay, sin embargo, muchos miradores… bosquecillos muy amplios, artificios de hojas y de flores; conejeras, viveros, rocas, montículos por los que campan ciervos y cabras; estanques de agua dulce o salada para todas las especies de pájaros palustres o marítimos… En otra parte pueden encontrarse las rapaces… también chacales, serpientes… y para que no falte nada en este museo de historia natural hay, también, casitas en las que viven las familias albinas, enanos, jorobados, tullidos, y toda especie deforme».

En la Historia Chichimeca, del historiador Ixtilxochitl queda constancia de ello:

«En estos jardines y en estos parques había ricos y suntuosos alcázares con sus fuentes, acequias, canales, estanques, y laberintos admirables... una gran variedad de flores y árboles de todas las especies traídos del extranjero y de las regiones más lejanas».

Todos los palacios de Moctezuma tenían jardines en los que, además de flores, había hierbas medicinales y aromáticas.

## Jardines de Estados Unidos

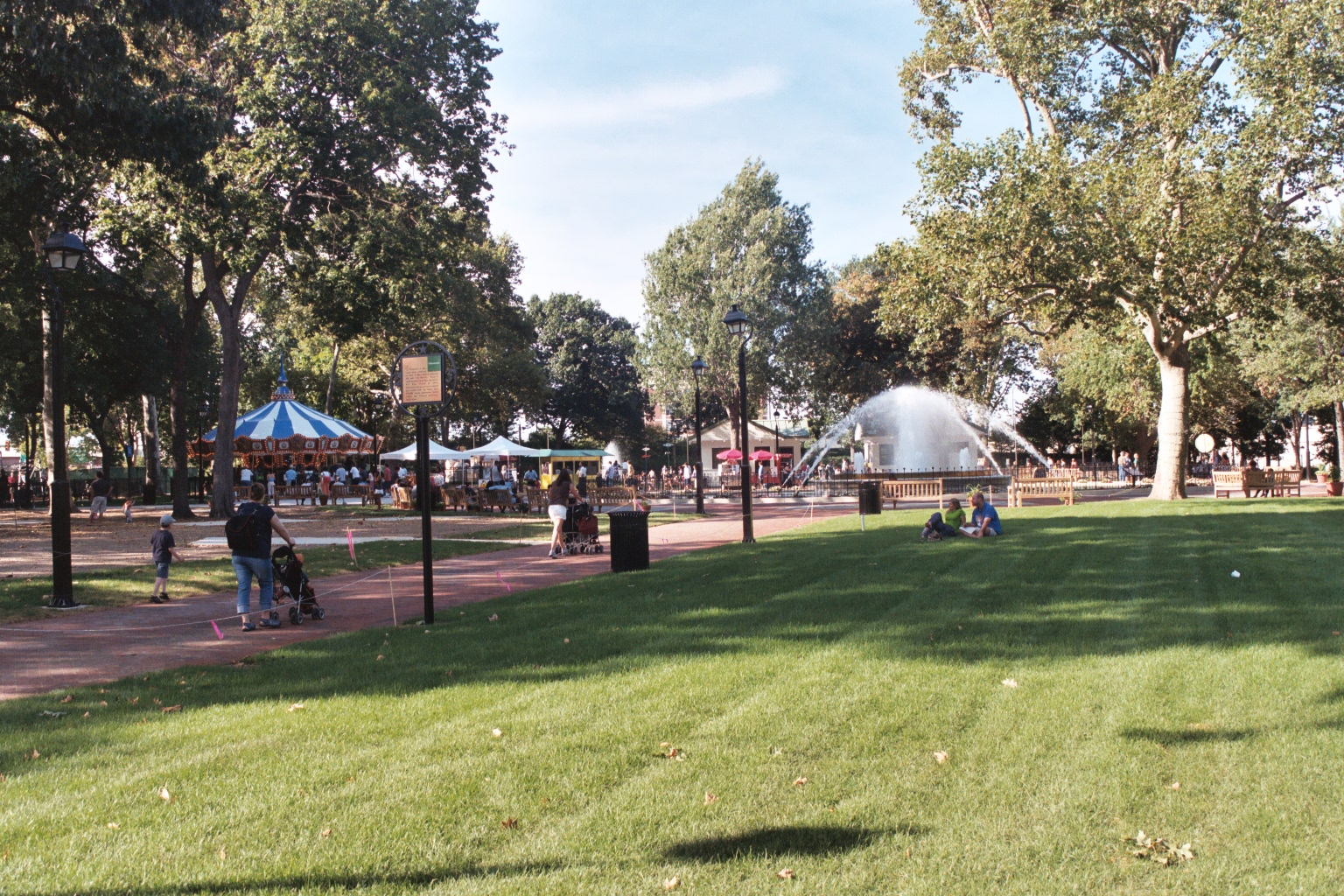
Jardines en Franklin Square, Fildelfia

Los emigrantes fueron llegando en oleadas sucesivas extendiéndose por toda América del Norte. Estos, de origen celta, dejaron, en el centro de sus primeras ciudades unos espacios que corresponden al pre-comunal, espacios que se convertirían en parques de las ciudades americanas. Incluso en ciudades como Boston, Chicago o Filadelfia las calles fueron concebidas como parques llenas de árboles. Los jardines particulares están rodeados de césped sin barreras que limiten su entrada.
No existe un modelo determinado de jardín, estos corresponden a diferentes estilos, pero, en su inmensa mayoría, no son copias de otros jardines, sino adaptaciones en las que se fusionan el césped a la inglesa, el espacio adornado con flores en maceteros copiados del atrium romano y los cantos rodados de los jardines japoneses, por citar, sólo, los que más influencia han tenido en la concepción de los jardines americanos.